# Casino de Constanța
El Casino de Constanța és un edifici històric de Constanța (Romania). És un dels símbols més representatius de la ciutat. Es va erigir el 1909 i es va inaugurar el 15 d'agost de 1910.

## Història
El casino està situat al centre històric de la ciutat, al passeig marítim de la península, a prop del bulevard Regina Elisabeta. És un dels edificis emblemàtics de Constanța. A la zona on es troba actualment, entre 1880-1902, hi havia un altre edifici de fusta, un "casino" que es deia aleshores: un lloc per a representacions de teatre, boles, un lloc de recreació per als turistes. Però a l'hivern de 1901, una tempesta va destruir part del sostre i una paret de la façana, cosa que va posar de manifest la inestabilitat de la construcció.
Els experts van proposar-ne l'enderroc i l'ajuntament ho va aprovar el 29 de gener de 1902. L'abril de 1902, l'alcalde Alexandru Belcic va decidir, mitjançant un informe, va ordenar la construcció d'un edifici amb funcions similars als grans casinos europeus, que va començar el 1904.
Inicialment, els plànols són elaborats per l'arquitecte Petre Antonescu, mostren un edifici d'un estil arquitectònic inspirat en les tradicions de l'art romanès. Després de la finalització de les bases, però, els plans van canviar. L'ajuntament va passar a confiar la seva finalització a l'arquitecte estranger (francès o suís) Daniel Renard, i en certa manera va renunciar a les característiques específiques de l'estil romanès, a favor d'un edifici modernista per tal de mostrar la influència cosmopolita del casino. Construït el 1908, l'edifici Constanta es va acabar el 1910, quan es va inaugurar (el 1912 es van fer els darrers retocs).
En el moment de la inauguració, la premsa local va criticar tant la llarga durada de les obres com l'aparició del resultat final titllant-lo de mal gust.
El casino incloïa una sala de teranyina, amb les parets interiors revestides de taulons pintats a l'oli i "servia per entretenir els visitants durant la temporada de banys", i també es podia utilitzar per a "gal·les benèfiques organitzades per l'ajuntament", formades per una sala de ball, dues sales de lectura per a diaris i revistes, dues sales de jocs i la famosa "terrassa al costat del mar".
El 21 de desembre de 1909 es demana a l'enginyer Elie Radu i als arquitectes Ion Mincu i D. Maimarolu que viatgin a Constanța, en una comissió destinada a estudiar el casino des de tots els punts de vista. El resultat de la inspecció es va materialitzar a través d'un important document que conté les opinions documentades i ben recolzades per personalitats de prestigi. Les observacions es refereixen a l'adició de nous d'espais: una gran sala per al restaurant, amb la cuina i dependències necessàries, un restaurant que estarà connectat a la terrassa que hi ha darrere de la porta de vidre, cosa que no enfosqueix la vista oberta del mar. També es va suggerir l'alliberament de l'escala d'honor a través d'una arcada espectacular, l'addició d'entrades, vestidors, lavabos, però també la supressió de graons o finestres.
Les obres de restauració i modernització del Casino van ser realitzades el 1934 pel dissenyador Daniel Renard.
El casino va ser restaurat de nou el 1986 per un grup d'artistes format per Sorin Dumitru, Gheorge Firca, Ioan Miturca, Nae Mira, Nicolae Moldoveanu. Es van executar restauracions de pintura al fresc barroc, estucs, vitralls. Les obres van durar un any. Immediatament després de la Revolució, l'edifici s'adjudica al Ministeri de Cultura (aleshores dirigit per Andrei Pleşu) que a proposta del professor Mihai C. Băcescu (inspirat en el Museu Oceanogràfic de Mònaco) proposa un premi científic, per convertir-se en la seu d'un "Institut Oceanogràfic Romanès" segons els plans. Grigore Antipa (fundador de l'antic Institut Biooceanogràfic de Constanța), una nova institució internacional que hauria agrupat l'Institut Romanès d'Investigacions Marines, l'Estació Zoològica Marina creada pel Dr. Ioan Borcea i el Complex Museístic de Ciències Naturals però el cost de la renovació, la divisió entre institucions i les reestructuracions governamentals van posar fi tant als plans dels oceanògrafs romanesos com a la custòdia del Ministeri de Cultura. Al cap d'uns mesos, el casino torna a la seva funció anterior: restaurant i lloc d'oci.
El 2007 es van rodar al casino diverses escenes de la pel·lícula Joventut sense joventut, dirigida per Francis Ford Coppola i basada en el relat homònim escrit per Mircea Eliade.
Des del 2014, el Casino de Constança està en ruïnes; per evitar accidents i robatoris, està prohibit l'accés a l'interior. A finals del 2019 es va publicar un projecte de renovació amb una previsió de 57 milions de lei per a un període de tres anys.

## Galeria

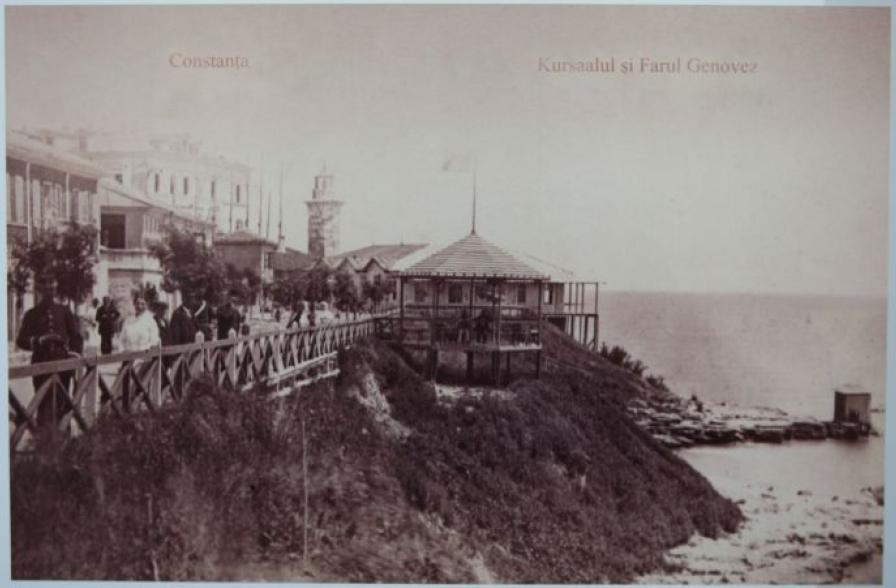
El primer "casino" abans de 1908.
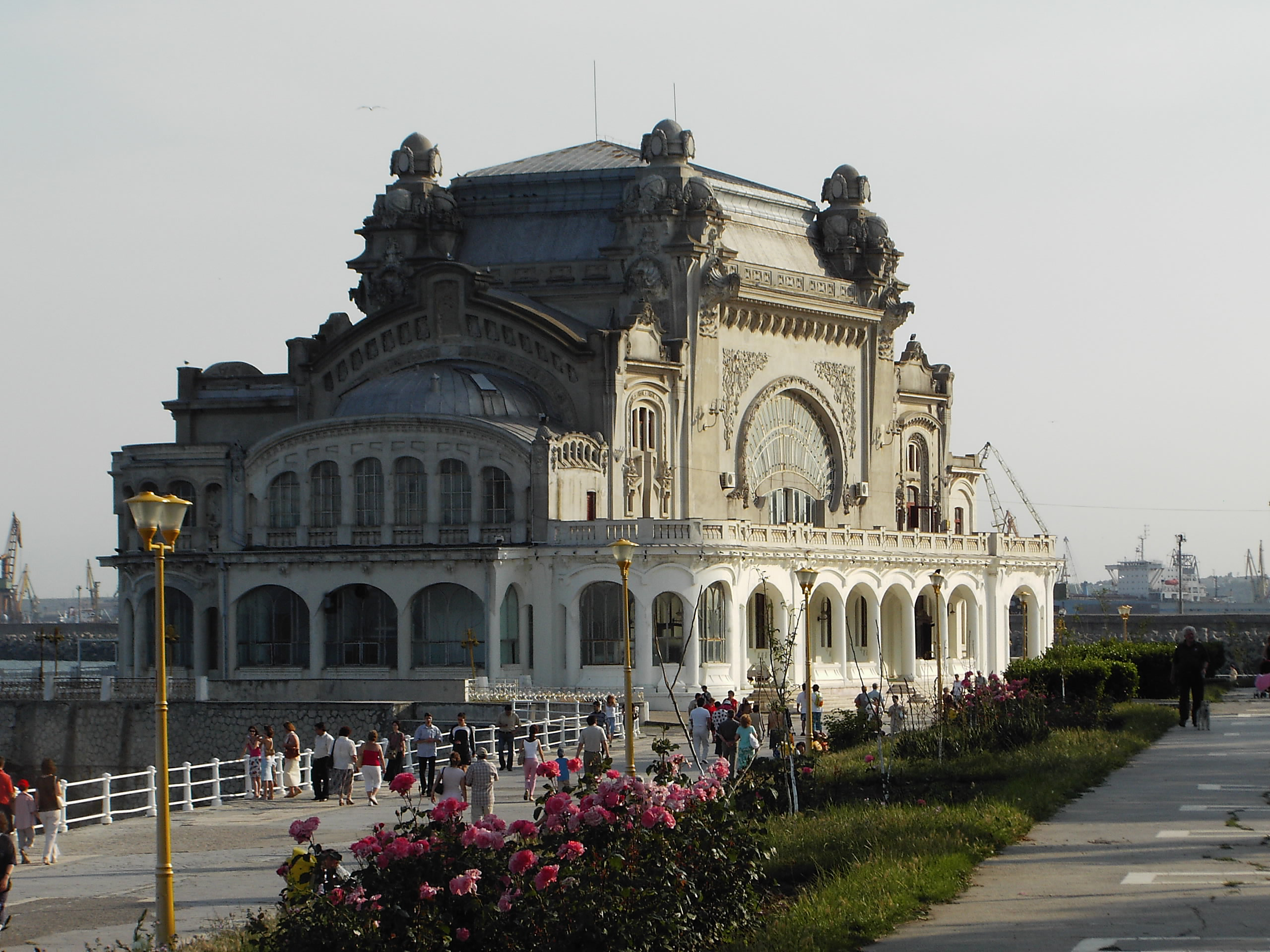
Dia del casino.
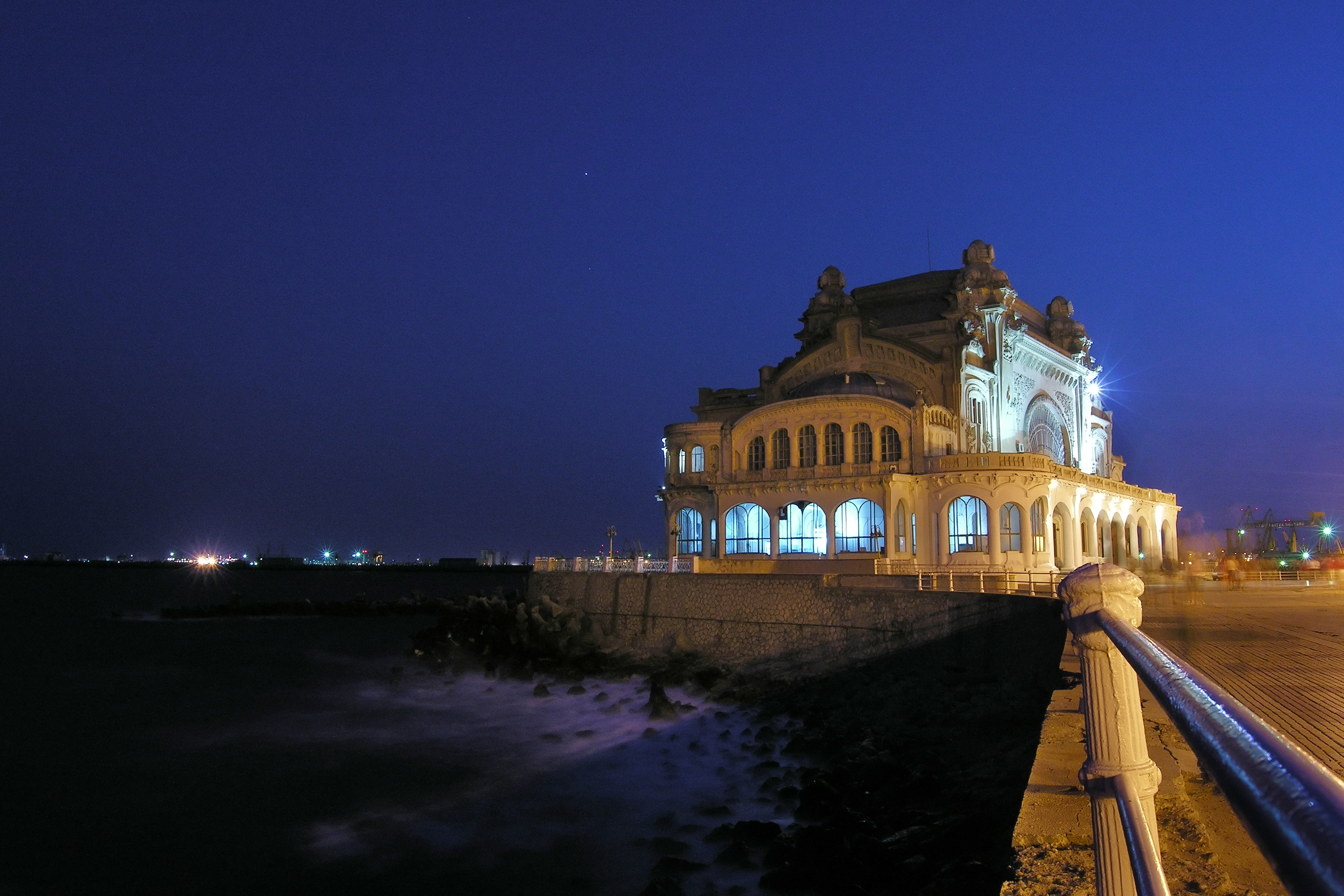
El casino a la nit.
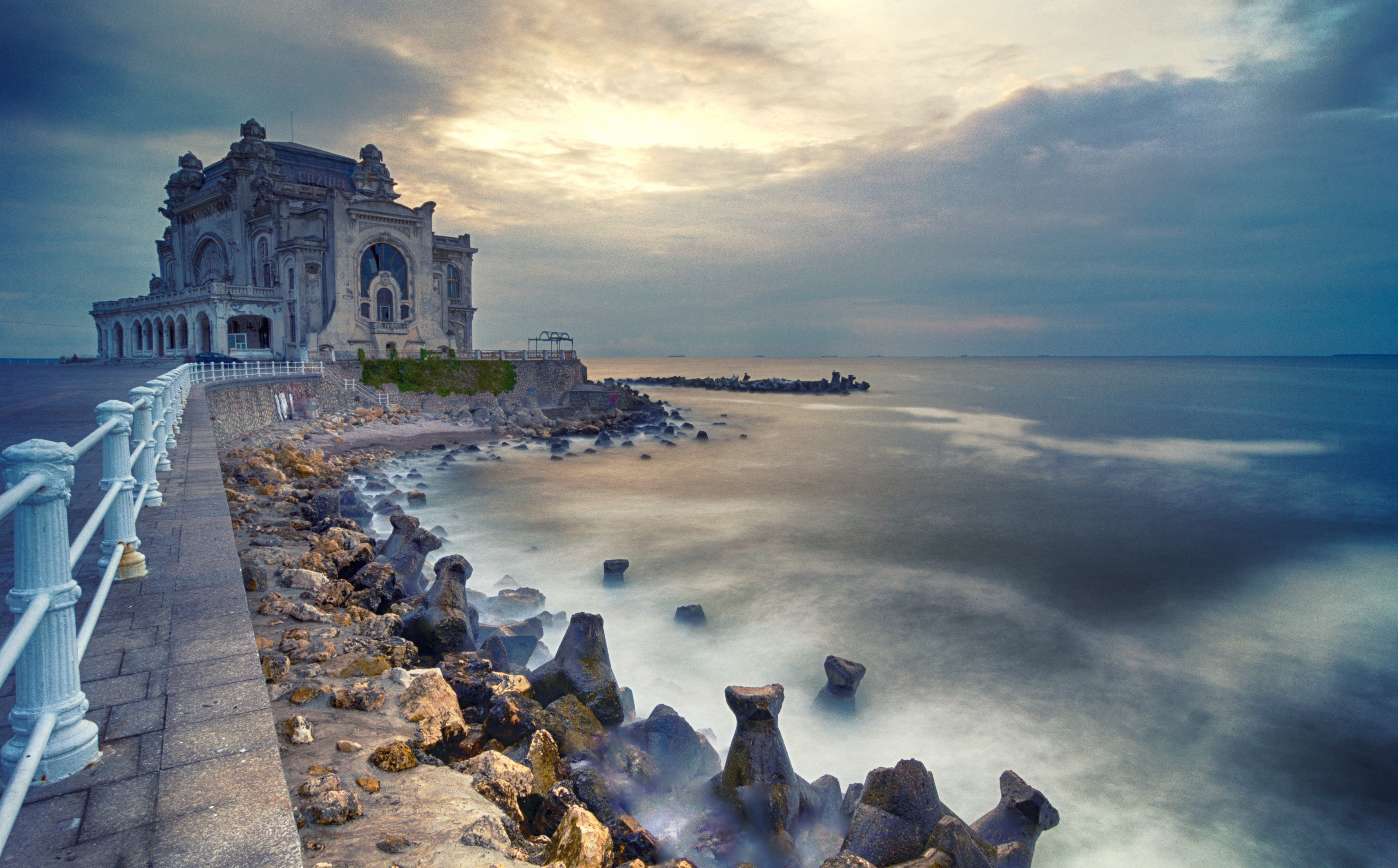
El casino en temps de tempesta.
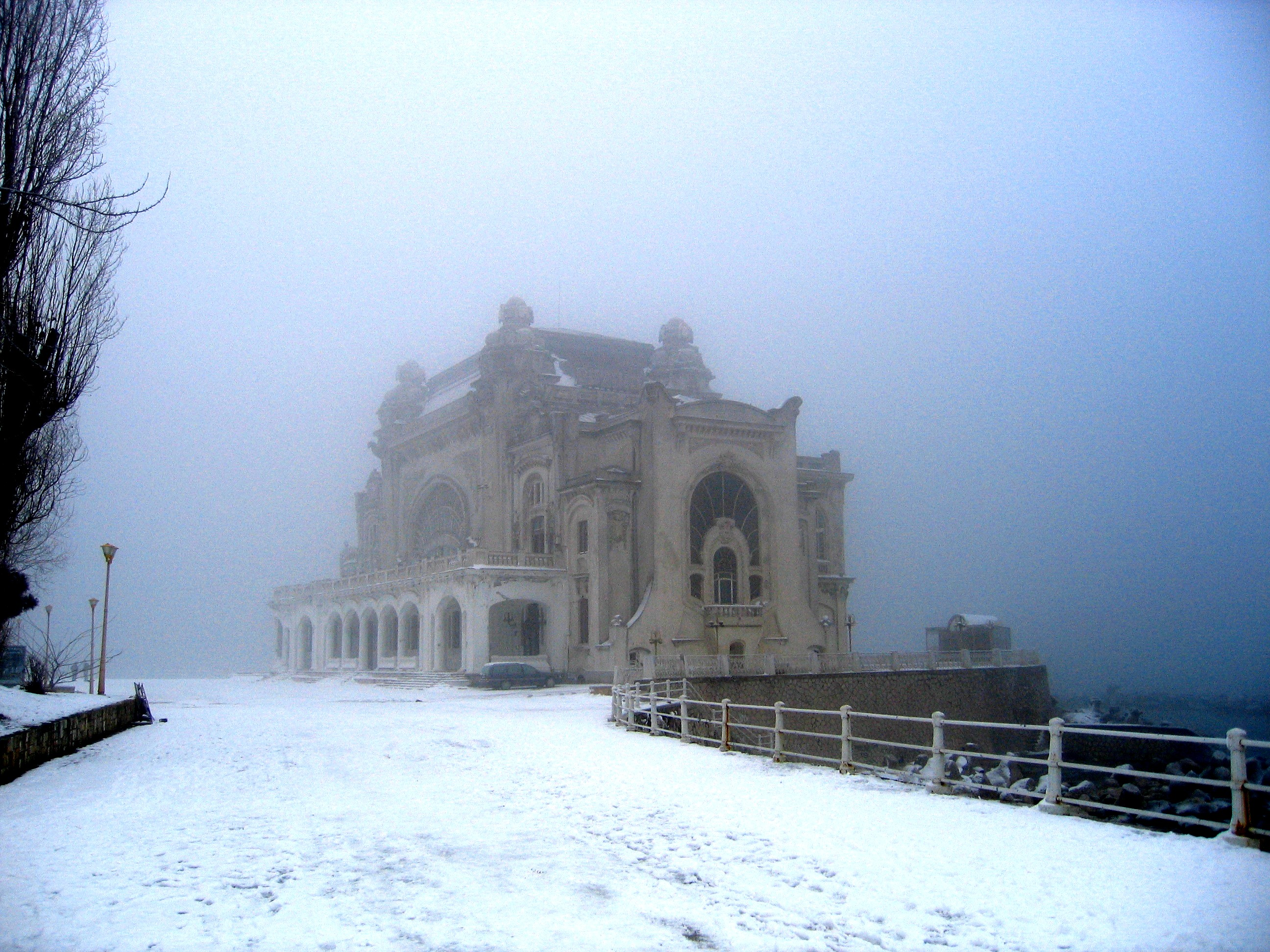
El casino a l'hivern.
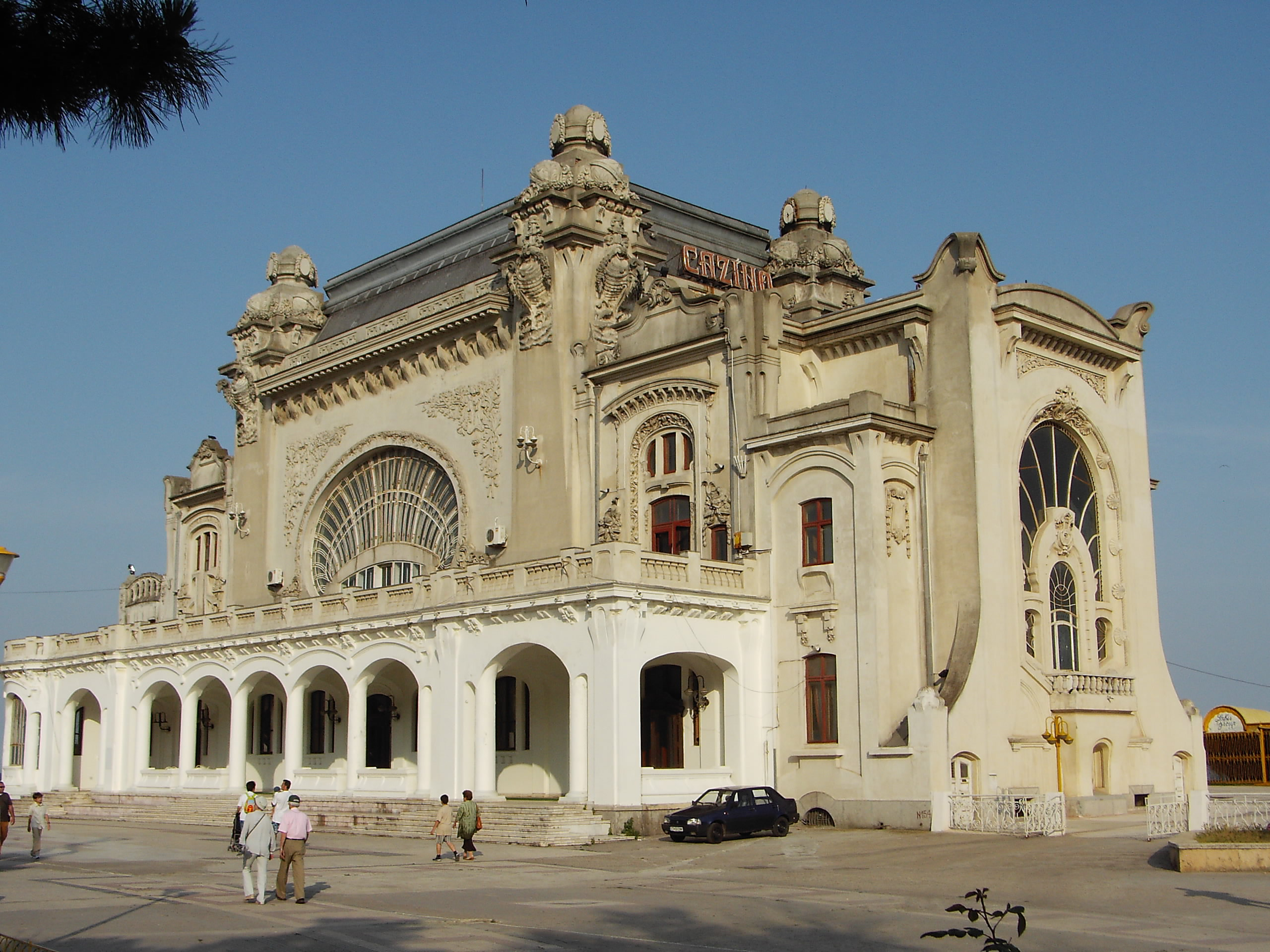
Una altra visió.
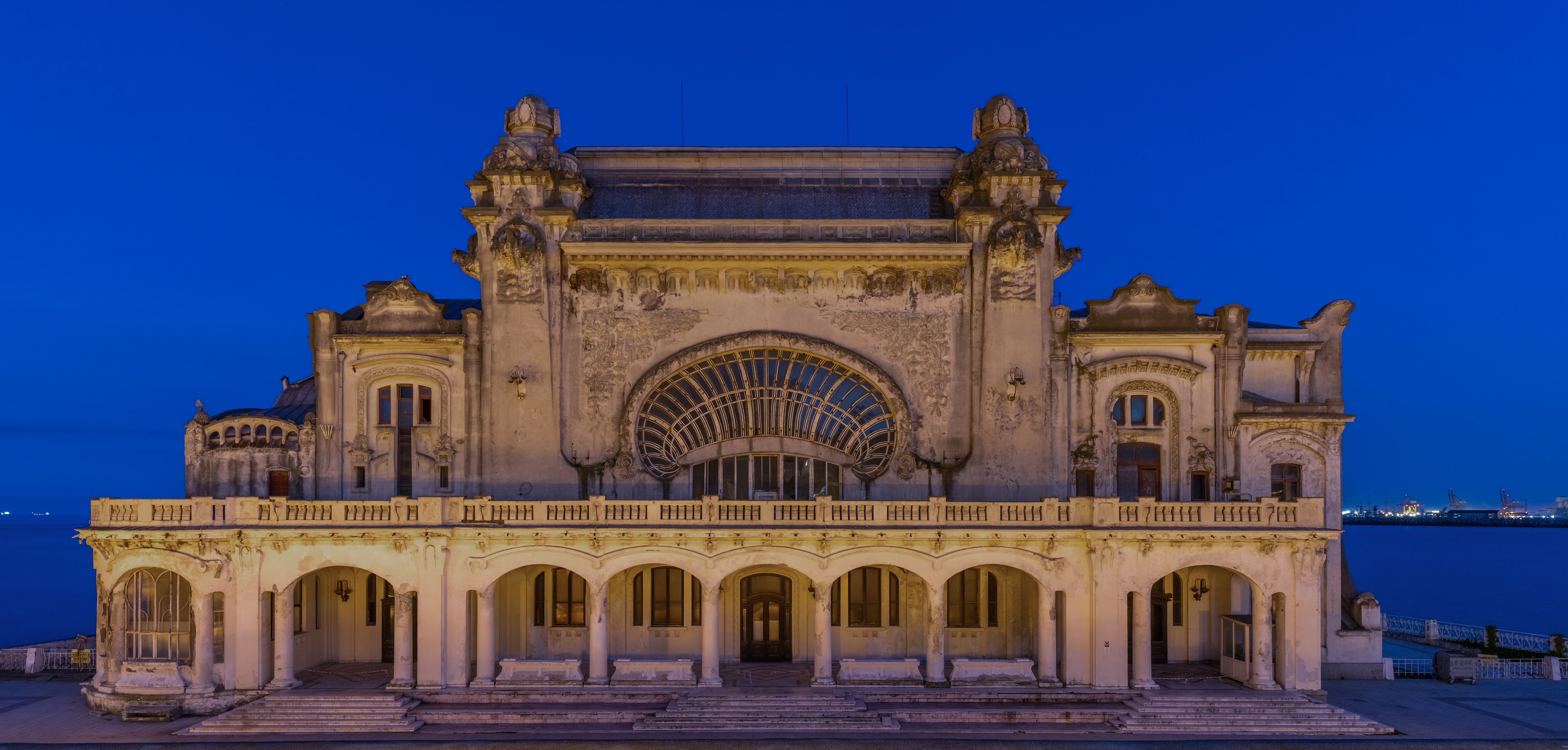
Façana.
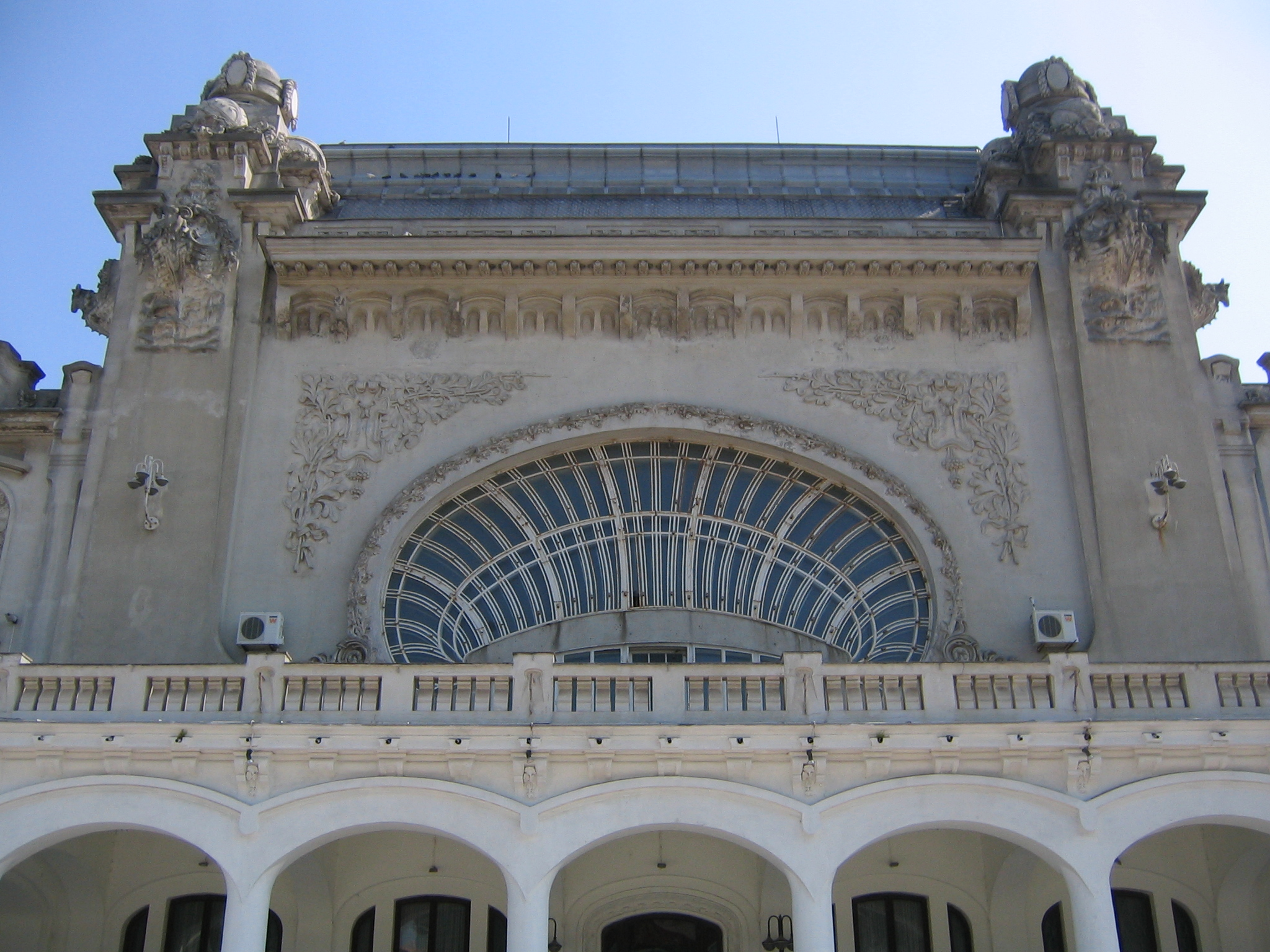
Detall de la façana.
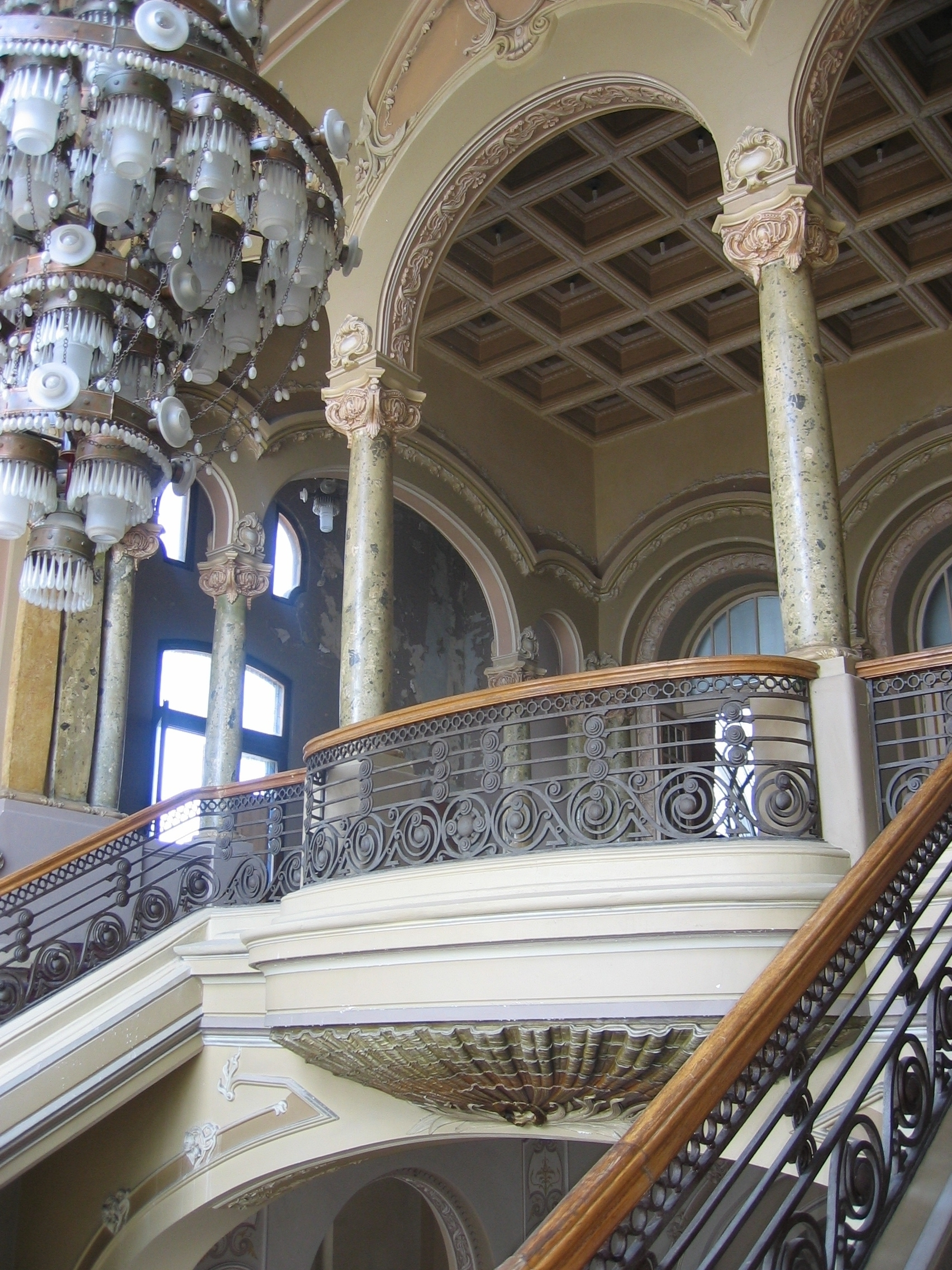
Vista interior.